# Michael A. Lebowitz
Michael A. Lebowitz (Newark, 27 de noviembre de 1937-Vancouver, 19 de abril de 2023) fue un economista estadounidense nacionalizado canadiense conocido por sus trabajos sobre el marxismo.

## Biografía
Se graduó en la Universidad de Nueva York en 1960 y obtuvo la maestría en la Universidad de Wisconsin en 1964. Desde 1965 es profesor de la Universidad Simon Fraser, en Vancouver, donde dicta cátedras de Historia Económica, Economía Marxista y Sistemas Económicos Comparados. En 2004 fue asesor del Ministerio para la Economía Social de Venezuela y entre 2005 y 2011 Director de Programa de Práctica Transformativa y Desarrollo Humano del Centro Internacional Miranda, de Caracas.
Su libro más conocido es Más allá de El Capital: La economía política de la clase obrera en Marx. En él hace un análisis crítico de El Capital de Karl Marx, concluyendo que, de acuerdo con el propio plan del autor, le falta la parte correspondiente a la economía política de los trabajadores, la nueva economía que surge enfrentada a la economía del lucro del capital, tal y como la vislumbró el propio Marx en 1864 en el "Manifiesto Inaugural de la Asociación Internacional de los Trabajadores". Para Lebowitz idea de satisfacer las necesidades propias del trabajador para su desarrollo es lo esencial. Escrito en inglés, ha sido traducido al castellano, turco, chino, hindi y coreano. Ganó el Premio Deutscher, como el mejor libro de tradición marxista en el mundo de habla inglesa, en 2004.
Estuvo casado con la teórica marxista chilena Marta Harnecker.

## Obras
- Beyond Capital: Marx's Political Economy of the Working Class; London: Macmillan, 1992.
- Beyond Capital: Marx's Political Economy of the Working Class (edición revisada y ampliada); London: Palgrave Macmillan, 2003). Traducciones en castellano: Más allá de El Capital: La economía política de la clase obrera en Marx; Madrid: Akal Ediciones, 2005,; ISBN 978-84-460-2413-2. Caracas: Monte Ávila, 2007. La Habana: Editorial de Ciencias Sociales, 2008.
- Lecciones de La Autogestión Yugoslava; Caracas: La Burbuja Editorial, 2005.
- Build it Now: Socialism for the Twenty-first Century; New York: Monthly Review Press, 2006. En castellano:Construyámoslo Ahora: El Socialismo para el Siglo XXI; Caracas: Centro Internacional Miranda, 2006; ISBN 9789801222200.
- El Socialismo no cae del Cielo; Mérida, Venezuela: La Imprenta de Mérida CA, 2006.
- El Camino al Desarrollo Humano: ¿Capitalismo o Socialismo?; Caracas: Centro Internacional Miranda, 2008.
- La lógica del capital versus la lógica del desarrollo humano Caracas: El Perro y la Rana, 2008.
- Following Marx: Method, Critique and Crisis; Leiden: Brill Academic Publishers, 2009; ISBN 9789004149427.
- Karl Marx; Palgrave Macmillan, 2010; ISBN 9781403999450.
- The Socialist Alternative: Real Human Development; New York: Monthly Review Press, 2010; ISBN 9781583672143.
- Contradictions of "Real Socialism": the Conductor and the Conducted; New York: Monthly Review Press, 2012.